# Rhadinodonta obscurator
Rhadinodonta obscurator är en stekelart som först beskrevs av Morley 1919.  Rhadinodonta obscurator ingår i släktet Rhadinodonta och familjen brokparasitsteklar. Inga underarter finns listade i Catalogue of Life.